# Tatjat Antzévatsi
Tatjat Antzévatsi, Tadjat Andzévatsi ou Tačat Anjewac'i (en arménien Տաճատ Անձևացի), ou selon la forme grecque Tatzatès ou Tatzatios (en grec Τατζάτης ou Τατζάτιος), est un noble arménien de la famille des Antzévatsi. Exilé à Byzance, il y devient un important général avant de faire défection en 781/782 et de rejoindre les Abbassides. Il devient alors prince d'Arménie jusqu'en 784/785.

## Biographie
Tatjat est nakharar de la famille noble arménienne Antzévatsi. C'est probablement vers les années 750 qu'il rejoint l'Empire byzantin et entre sous le nom de Tatzatès au service des empereurs Constantin V, et Léon IV. Sous la direction du premier, il combat les Bulgares (combat à la suite duquel il devient général d'une armée de soixante mille hommes selon l'historien arménien contemporain Ghévond) et atteint le poste de stratège (général et gouverneur d'un thème) vers 760. On ne sait pas quels thèmes il a dirigés mais en 776, il est à la tête de celui des Bucellaires,,. La même année, il conduit une armée dans une expédition réussie contre les Arabes, lors de laquelle il atteint notamment Samosate. En 778, avec Artavazd Mamikonian, il vainc les Arabes en Cilicie et prend part à l'expédition victorieuse de grande envergure contre Germanicée sous le commandement de Michel Lachanodrakôn. Enfin, en 781, il combat de nouveau sous le commandement de Michel Lachanodrakôn et participe à la victoire byzantine à Césarée contre une invasion arabe conduite par 'Abd al-Kabir,.
En 782, Hâroun ar-Rachîd, le fils du calife au pouvoir, entre en campagne contre l'Empire byzantin et envahit l'Asie Mineure. Les Byzantins dirigés par l'eunuque et logothète Staurakios, parviennent à couper la route du retour de Hâroun et à encercler son armée. Toutefois, à ce moment-là, Tatzatès décide de faire défection avec ses hommes et de rejoindre l'armée des Arabes. Sa trahison est cependant maintenue secrète un moment, ce qui permet à Hâroun de capturer les émissaires byzantins parmi lesquels Staurakios et à négocier une trêve. Ainsi, le commandant arabe est en mesure de dicter ses propres conditions particulièrement dures à l'impératrice régente byzantine Irène l'Athénienne,. Une autre version donne une défection en 781.
Les raisons de cette trahison sont inconnues. Théophane le Confesseur mentionne son dédain pour Staurakios, le favori d'Irène tandis que Ghévond suggère de façon plus plausible qu'il a perdu les faveurs de la cour et qu'il craint son remplacement imminent du fait de la politique d'Irène qui cherche à se débarrasser des fervents généraux iconoclastes de Constantin V,,,. Théophane mentionne aussi que lors de sa défection, Tatzatès laisse derrière lui sa femme et tous ses biens, qui lui reviennent finalement après que la paix est signée. Cependant, les sources arméniennes rapportent qu'il emporte avec lui sa femme et ses biens lors de sa défection. 
Quoi qu'il en soit, Tatjat est favorablement accueilli par le calife Al-Mahdi, trop heureux selon René Grousset de pouvoir favoriser un représentant d'une maison féodale secondaire contre les puissantes maisons Bagratouni et Arçrouni. Tatjat est donc fait prince d'Arménie. Le gouvernement d'Arménie est alors composé d'un commandement militaire, confié à Tatjat, subordonné à un gouverneur arabe, qui est alors Othman ibn-Omara inb-Khozaïma ; mais les deux hommes ne s'entendent pas, et chacun cherchent à évincer l'autre. De plus, la plupart des nakharark arméniens refusent ce prince, et cherchent à le discréditer auprès du calife, faisant valoir ses années de service auprès de Byzance. Tatjat part cependant en guerre contre les Khazars, mais il meurt dans la chaleur de l'Arran en 784 (ou entre 782 et 784), ou en 785,.